# گراداتس (بروس)
گراداتس (به صربی: Gradac) یک منطقهٔ مسکونی در صربستان است که در بروس واقع شده‌است. گراداتس ۱۳۴ نفر جمعیت دارد.